# Aswad
Aswad (z arab. „czarny”) – angielska grupa reggae założona w 1975 w Londynie. W skład zespołu wchodzą: Martin „Tatta” Augustine” (gitarzysta prowadzący), Brinsley „Dan” Forde (wokalista i gitarzysta rytmiczny), Drummie „Angus Gaye” Zeb (wokalista i perkusista), Donald Griffiths (wokalista), Jimmy „J-Slice” Neath (trębacz), Jimmy „Senyah” Haynes (gitarzysta prowadzący i akustyczny), Clifton „Bigga” Morrison (wokalista, klawiszowiec i harmonijkarz klawiszowy), Paul Garred (basista) i Dennis Anthony „Tony Gad” Robinson (wokalista i basista).
Grupa wydała 21 albumów. Jej największe przeboje to „Don’t Turn Around”, „Give a Little Love”, „Three Babylon” „It’s Not Our Wish” i „Shine”, a także „Warrior Charge” ze ścieżki dźwiękowej do filmu Babylon.
W 1990 zespół wystąpił z recitalem na 27. Międzynarodowym Festiwalu Piosenki w Sopocie.

## Dyskografia
- 1976: Aswad – Mango Records
- 1978: Hulet – Mango Records
- 1981: New Chapter – Columbia Records
- 1981: Showcase – Mango Records
- 1982: A New Chapter of Dub – Mango Records
- 1982: Not Satisfied – Columbia Records
- 1983: Live and Direct – Mango Records
- 1984: Rebel Souls – Mango Records
- 1986: To the Top – Simba
- 1988: Jah Shaka Meets Aswad in Addis Ababa Studio – Jah Shaka
- 1988: Distant Thunder – Mango Records
- 1988: Renaissance – 20 Crucial Tracks – Stylus
- 1989: Aswad: Crucial Tracks
- 1990: Next to You – Alex
- 1990: Too Wicked – Mango Records
- 1993: Firesticks – Alex
- 1994: Rise and Shine – Rhino Entertainment
- 1995: Rise and Shine Again! – Mesa
- 1995: Dub: The Next Frontier – Mesa
- 1997: Big Up – Atlantic Records
- 1997: The BBC Sessions
- 1999: Roots Revival – Ark 21
- 2001: 25 Live: 25th Anniversary
- 2002: Cool Summer Reggae
- 2009: City Rock – Rhythm Riders